# Оссетт

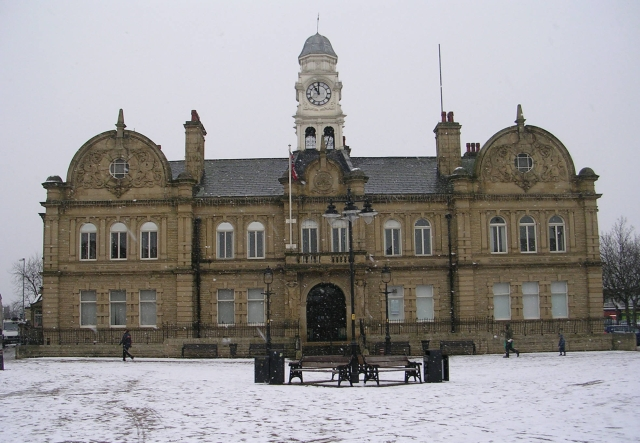
Ратуша Оссетта

О́ссетт (англ. Ossett, /ˈɒsɨt/) — город в метропольном графстве Уэст-Йоркшир в Англии.

## География
| С-З | Батли    | Готорп, Тингли | Кирхемгейт | С-В |
| З   | Дьюсбери | Роза ветров    | Уэйкфилд   | В   |
| Ю-З | Торнхилл | Нетертон       | Хорбери    | Ю-В |

## Демография
По переписи 2001 года, население города составляло 21 076 жителей. По приблизительным оценкам на 2007 год, население увеличилось до 21 284 человек.

## Экономика
В XIX веке один из центров производства шодди.